# Henri Beau (football)
Pour les articles homonymes, voir Henri Beau et Beau (homonymie).
Henri Beau, surnommé « Coulon », né le 28 novembre 1881 dans le 14e arrondissement de Paris, où il est mort le 27 juin 1928,, est un footballeur français qui évoluait au poste de gardien de but.

## Biographie
Dès 1897, Henri Beau est licencié à la Nationale de Saint-Mandé, qui devient par la suite le FC Paris puis le CA Paris.
En avril 1904, il fait déjà partie de la sélection française amateurs opposée aux professionnels du Corinthians FC (défaite 4-11).
Avec le CA Paris, il est finaliste des Championnats de France USFSA 1906 et 1909, puis remporte en 1911 le Championnat de la LFA et le Trophée de France. À partir de 1910, il évolue sur les terrains sous le nom d'Henri Coulon.
Il compte 5 sélections en équipe de France A en 1911.
L'une des caractéristiques de ce gardien est sa répugnance à se servir de ses ... mains ! Il préfère en effet effectuer ses arrêts aux pieds comme le précise Football et sports athlétiques après sa première sélection en équipe de France contre la Hongrie le 1er janvier 1911 : « ce serait le garde-but idéal s'il se débarrassait de son vieux défaut de ne pas vouloir se servir de ses mains ». Malgré ce défaut, il ne concède que trois buts contre l'Angleterre le 23 mars, soit le plus faible total lors des confrontations France-Angleterre précédentes (0-15, 0-12, 0-11 et 1-10). De plus, le premier but anglais est inscrit à la suite d'une collision entre Beau et son défenseur Alfred Compeyrat. Il laisse sa place en sélection à Pierre Chayriguès après la correction infligée par la Belgique (7-1) le 30 avril 1911 principalement due à des erreurs de ses défenseurs.
Henri Beau est également le gardien de but de l'équipe de water-polo du CA Paris avec laquelle il est trois fois champion de France en 1905, 1906 et 1908 et de l'équipe de France de water-polo.
Il meurt en 1928 des suites d'une longue maladie, causée par l'exposition aux gaz durant la Première Guerre mondiale.

## Matchs internationaux
| Matchs internationaux d'Henri Beau | Matchs internationaux d'Henri Beau | Matchs internationaux d'Henri Beau            | Matchs internationaux d'Henri Beau | Matchs internationaux d'Henri Beau | Matchs internationaux d'Henri Beau | Matchs internationaux d'Henri Beau |
| #                                  | Date                               | Lieu                                          | Adversaire                         | Résultat                           | Compétition                        | Notes                              |
| ---------------------------------- | ---------------------------------- | --------------------------------------------- | ---------------------------------- | ---------------------------------- | ---------------------------------- | ---------------------------------- |
| 1                                  | 1er janvier 1911                   | Stade de Charentonneau, Charentonneau, France | Hongrie                            | D 1 - 3                            | Match amical                       | Titulaire.                         |
| 2                                  | 23 mars 1911                       | Stade de Paris, Saint-Ouen, France            | Angleterre amateur                 | D 0 - 3                            | Match amical                       | Titulaire.                         |
| 3                                  | 9 avril 1911                       | Stade de Paris, Saint-Ouen, France            | Italie                             | N 2 - 2                            | Match amical                       | Titulaire.                         |
| 4                                  | 23 avril 1911                      | Parc des Sports, Genève, Suisse               | Suisse                             | D 2 - 5                            | Match amical                       | Titulaire.                         |
| 4                                  | 30 avril 1911                      | Stade du Vivier d'Oie, Uccle, Belgique        | Belgique                           | D 1 - 7                            | Match amical                       | Titulaire.                         |

## Sources
- Guide « Football 54 » de L'Équipe, p. 106.
- M. Oreggia et JM et P. Cazal, L'intégrale de l'équipe de France de football (1904-1998), Paris, First édition, 1998, p. 28-31 et p. 403
- Photo d'Henri Beau (date de naissance (1890) indiquée par cette source est erronée et n'est confirmée nulle part ailleurs ; il n'aurait eu que 16 ans lors de la finale USFSA 1906)